# Vincentische Fußballnationalmannschaft
Die vincentische Fußballnationalmannschaft ist die Fußballnationalmannschaft des karibischen Inselstaates St. Vincent und die Grenadinen. Sie gehört zu den besseren der kleinen karibischen Nationalmannschaften des Kontinentalverbandes CONCACAF. Bisher ist es der Mannschaft noch nicht gelungen, sich für die Fußball-Weltmeisterschaft zu qualifizieren. 1996 konnte man sich jedoch einmal für den CONCACAF Gold Cup qualifizieren, kam jedoch nicht über die Vorrunde hinaus.

## Turniere

### Weltmeisterschaft
- 1930 bis 1990 – nicht teilgenommen
- 1994 – Die Mannschaft trat zum ersten Mal in der Qualifikation zur Fußball-Weltmeisterschaft 1994 in den USA an. In der Gruppe Karibik 3 der ersten Runde besiegte man zuerst St. Lucia mit 0:1 und 3:1. Nach einem kampflosen Sieg gegen Kuba traf man im Endspiel auf Surinam und siegte mit 0:0 und 2:1. In der zweiten Runde schied man in der Gruppe A mit Mexiko, Honduras und Costa Rica jedoch punkt- und sieglos als Gruppenletzter aus.
- 1998 – Die Qualifikation zur Fußball-Weltmeisterschaft 1998 in Frankreich begann für die Mannschaft in der Gruppe Karibik 3 mit einem 2:1 und 7:0 gegen Puerto Rico. Im Finale der Vorrunde besiegte man St. Kitts und Nevis dank der Auswärtstorregel mit 2:2 und 0:0. In der Gruppe 3  der Halbfinalrunde musste man als punktloser Gruppenletzter gegen Jamaika, Mexiko und Honduras die Segel streichen.
- 2002 – Die Qualifikation zur Fußball-Weltmeisterschaft 2002 verlief ähnlich wie die zwei vorher gehenden: In der Vorrunde konnte man die Karibikzone 2 mit Siegen gegen die amerikanischen Jungferninseln (9:0 und 5:1), St. Kitts und Nevis (1:0 und 2:1) und Antigua und Barbuda (1:2 und 4:0) gewinnen. In Gruppe 2 der Zwischenrunde schied man jedoch wieder punktlos als Gruppenletzter aus. Diesmal gegen Jamaika, El Salvador und Honduras.
- 2006 – Die zweite Runde der Qualifikation zur Fußball-Weltmeisterschaft 2006 in Deutschland diesmal Nicaragua als Gegner parat. Dieser konnte mit 2.2 und 4:1 besiegt werden. In der dritten Runde musste man in Gruppe 3 gegen Mexiko, Trinidad und Tobago und St. Kitts und Nevis antreten und schied als Gruppendritter mit 2 Siegen und 6 Punkten aus.
- 2010 – Im Rahmen der Qualifikation zur Fußball-Weltmeisterschaft 2010 in Südafrika traf das Team in der zweiten Runde der CONCACAF-Zone auf die Nationalmannschaft Kanadas. Das Hinspiel am 15. Juni 2008 fand in Kingstown (St. Vincent und die Grenadinen), das Rückspiel am 20. Juni in Montreal (Kanada) statt. Beide Spiele gingen deutlich (0:3 und 1:4) verloren. Somit schied die Mannschaft aus.
- 2014 – In der Qualifikation zur WM 2014 in Brasilien traf man in der 2. Runde in der Gruppe E auf Guatemala, Belize und Grenada. Nach einem Sieg, 2 Unentschieden und 3 Niederlagen schied man als Gruppendritter aus.
- 2018 – In der Qualifikation zur Fußball-Weltmeisterschaft 2018 in Russland erreichte die Mannschaft nach Siegen gegen Guyana (2:2 und 4:4) und Aruba (2:0 und 1:2) die vierte Runde, belegte dort in ihrer Gruppe hinter den USA, Trinidad und Tobago und Guatemala jedoch den letzten Platz und schied aus.
- 2022 – In der Qualifikation traf die Mannschaft in der ersten Runde auf die Britischen Jungferninseln, Curaçao, Guatemala und Kuba. Nach einem Sieg und zwei Niederlagen hatte die Mannschaft schon vor dem letzten Spiel, das dann auch noch verloren wurde, keine Chance mehr sich für die zweite Runde zu qualifizieren.
- 2026 – In der Qualifikation zur WM 2026 in Kanada, Mexiko und den USA traf die Mannschaft in der zweiten Runde im Juni 2024 und Juni 2025 auf Suriname, El Salvador, Puerto Rico und auf Anguilla. Nach einem Sieg und drei Niederlagen wurde als Gruppenvierter die dritte Runde verpasst.

### CONCACAF Gold Cup
- 1991 – nicht teilgenommen
- 1993 – nicht qualifiziert
- 1996 – Vorrunde
- 1998 bis 2002 – nicht qualifiziert
- 2003 – nicht teilgenommen
- 2005 bis 2023 – nicht qualifiziert

Am Vorgängerwettbewerb nahm die Mannschaft nie teil. Das erste Spiel fand erst nach Ende der Qualifikation für den CONCACAF-Nations-Cup 1989 statt.

### Karibikmeisterschaft
- 1989 – Vorrunde
- 1990 – Vorrunde
- 1991 – nicht teilgenommen
- 1992 – Vorrunde
- 1993 – Vorrunde
- 1994 – nicht qualifiziert
- 1995 – 2. Platz
- 1996 – Vorrunde
- 1997 bis 2005 – nicht qualifiziert
- 2007 – Vorrunde
- 2008 bis 2017 – nicht qualifiziert

## Trainer
- Leonard Taylor (1995–1996)
- Bertille St. Clair (1996)
- Sammy Carrington (1996–2000)
- Leonard Taylor (2000–2001)
- Adrian Shaw (2004)
- Zoran Vraneš (2004–2008)
- Stewart Hall (2008)
- Roger Curley (2008)
- Kendale Mercury (2009)
- Sammy Carrington (2010)
- Colwyn Rowe (2011)
- Cornelius Huggins (2012–2016)
- Keith Ollivierre (2016)
- Cornelius Huggins (2017–2018)
- Kendale Mercury (seit 2018)